# Lohengrin
Lohengrin je romantická opera o třech dějstvích německého skladatele Richarda Wagnera, který je i autorem libreta. Vznikla v letech 1845–1848 a premiéru měla 28. srpna 1850 ve Dvorním velkovévodském divadle ve Výmaru. Jejím dirigentem byl skladatel Ferenc Liszt.

## Námět a historie vzniku
Námět opery Lohengrin vytvořil skladatel a libretista Richard Wagner v létě roku 1845 při pobytu v Mariánských Lázních. V té době prožíval zklamání ze svého předchozího díla, opery Tannhäuser, která se dočkala jen průměrného úspěchu a později, po jejím přepracování, byla v Paříži provázena skandálem při uvedení v Opéra national de Paris.
Příběh bájného rytíře Lohengrina, který přichází do světa lidí, kde očekává pochopení, porozumění a důvěru, mu byl v té době velmi blízký. Při psaní libreta vycházel z eposu Wolframa von Eschenbach Parzival, hlavně z jeho částí Lohengrin, založené na chanson de geste z konce 12. století Garin le Lorrain a na pověstech o rytíři s labutí, která má svůj původ v starogermánských a valonsko-lotrinských pramenech. V eposu je ale jméno Garin le Loherain změněno na Lohengrin a vyprávění je spojeno s příběhy týkajícími se Svatého grálu.
Partituru opery dokončil Wagner v roce 1848, ale za účast na květnovém povstání téhož roku byl vyhoštěn z vlasti a odjel do Švýcarska, čímž došlo k odkladu premiéry Lohengrina v Drážďanech. Premiérové uvedení opery Lohengrin ve Výmaru dne 28. srpna 1850 prosadil skladatel Ferenc Liszt, který též dirigoval orchestr Staatskapelle Dvorního velkovévodského divadla.

## Hlavní postavy
- Jindřich Ptáčník, německý král – bas
- Lohengrin, rytíř s labutí – tenor
- Elsa z Brabantu, dcera zemřelého vévody – soprán
- Gottfried, její bratr – němá role
- Friedrich z Telramundu, brabantský hrabě – baryton
- Ortruda, jeho manželka – soprán
- Královský hlasatel – bas

## Obsah
Místo a doba: Antverpy, první polovina 10. století

### 1. dějství
Louka na břehu řeky Šeldy

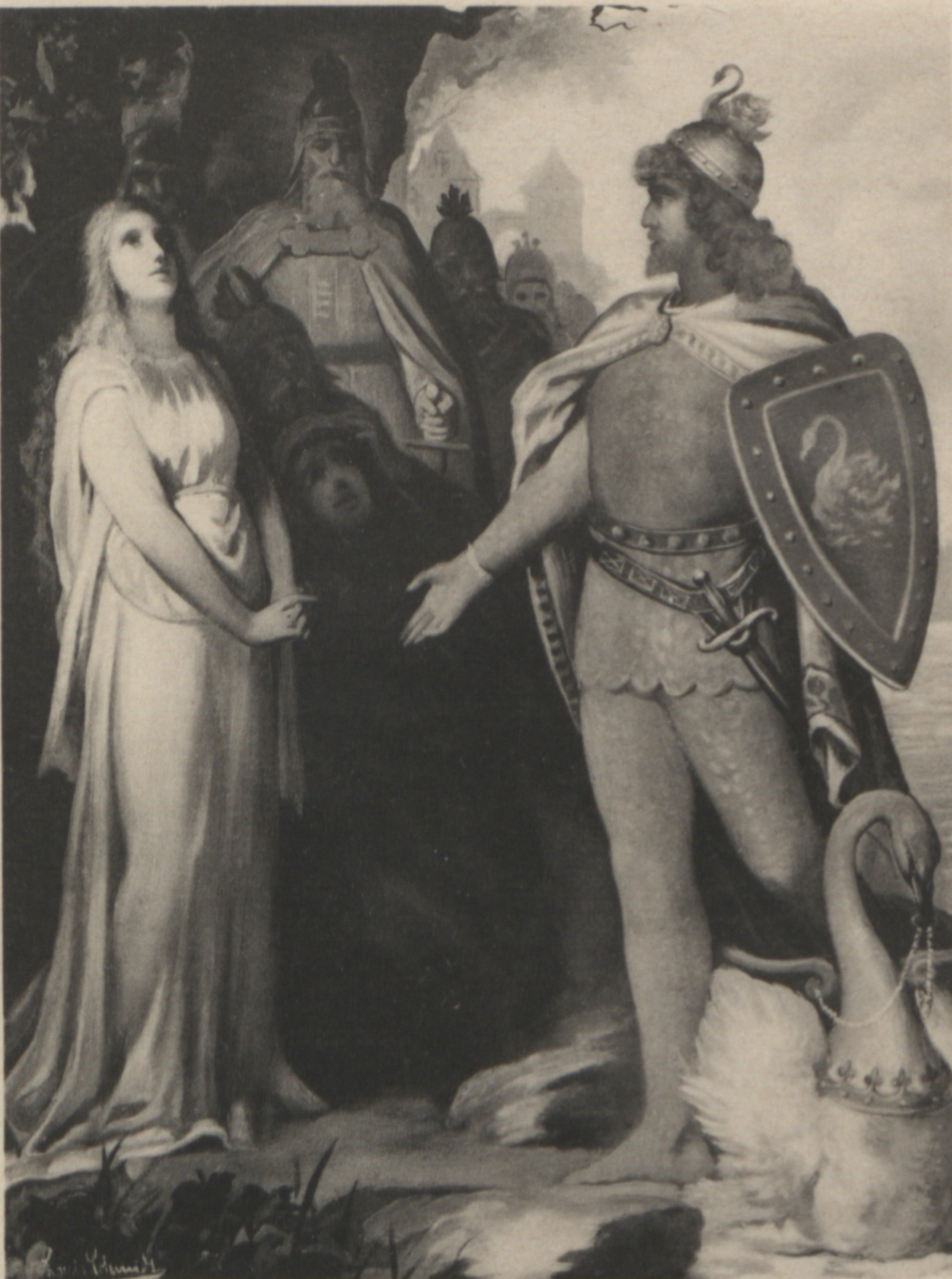
Příjezd Lohengrinův (1. dějství)

Německý král Jindřich Ptáčník shromažďuje posily do boje proti rozpínavým uherským vojskům, která právě vtrhla do říše. Přijíždí také do Brabantska, kde nachází zemi uprostřed mocenského boje o uvolněné místo po zemřelém brabantském vévodovi. Proti sobě stojí hrabě Friedrich z Telramundu podporovaný některými šlechtici a Elsa, dcera zemřelého vévody, kterou Telramund viní, že zabila svého bratra, aby se mohla stát brabantskou vévodkyní. To mu namluvila jeho žena Ortruda, která tvrdí, že viděla Elsu jak utopila svého bratra Gottfrieda v jezeře v lese a pak se vrátila domů sama. Ve skutečnosti Ortruda v lese, za pomoci zlých kouzel, uspala Elsu a jejího bratra začarovala v labuť. Elsa pak svého bratra marně všude hledala. Ortruda sama touží po moci a prostřednictvím svého muže Telramunda se chce stát brabantskou vévodkyní ona. Nenávidí Elsu, protože její otec porazil v boji Ortrudina otce, fríského knížete Radboda, a je ochotna zbavit se Elsy jakýmkoliv způsobem.

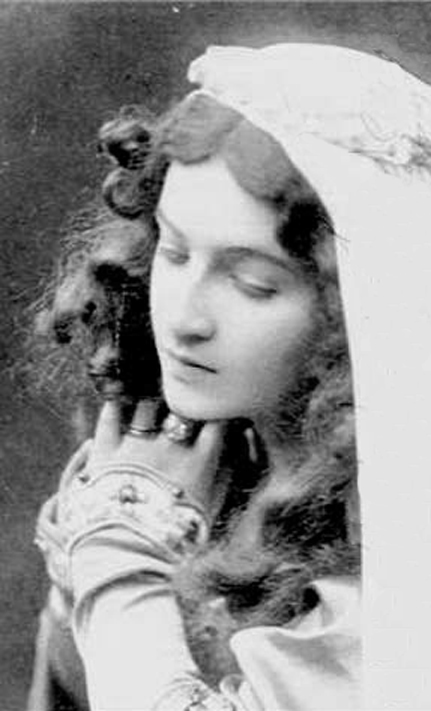
Marija Nikolajevna Kuzněcova v roli Elsy (1905)

Král nařizuje boží soud. Elsa vypovídá, že ve snu vídá krásného rytíře, který jí slibuje, že ji ochrání před bezprávím a po jejím boku se stane brabantským vévodou. Uvědomuje si zároveň svoji pošetilost a nabízí svoji ruku a vévodství tomu, kdo obhájí její čest. Když nikdo z přítomných na její nabídku utkat se s Telramundem nepřistoupí, klesá Elsa na kolena a modlí se k Bohu. V tom se na řece objeví člun tažený labutí a v něm stojí krásný rytíř ve stříbrném brnění, který jí nabídne pomoc. Vyzve Telramunda k boji, porazí ho, ale daruje mu život. Telramund je prohlášen za lháře a hrozí mu vyhoštění z Antverp. Elsa nabízí rytíři svoji ruku a titul vévody. Rytíř přijímá s jednou podmínkou - Elsa se ho nikdy nezeptá na jeho jméno, původ a místo, odkud přichází. Pak vyzná Else lásku a ona s radostí s jeho podmínkou souhlasí.

### 2. dějství
Schody hradního kostela, rytířský sál starého hradu, zahradní besídka pod Elsinou komnatou, schodiště před katedrálou

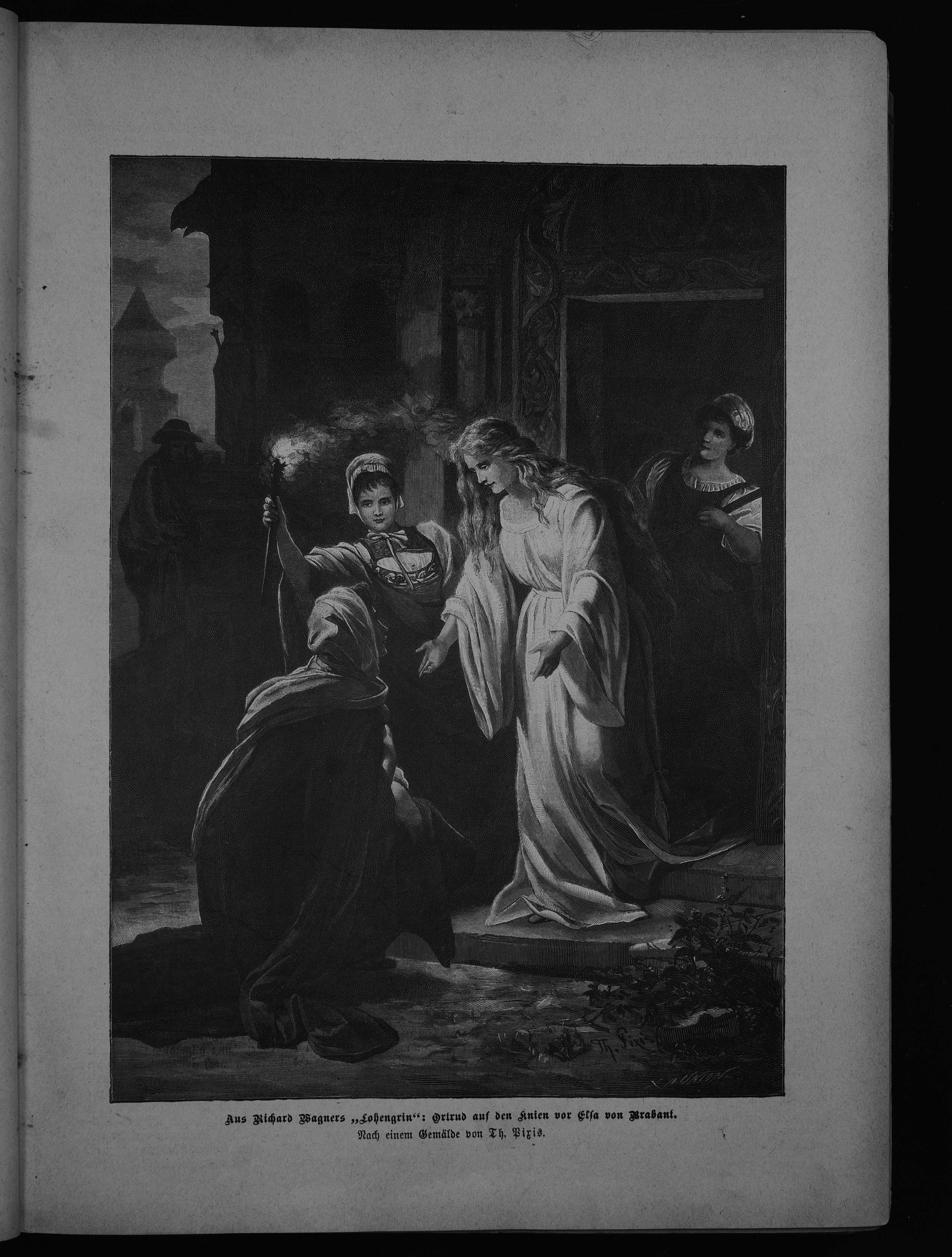
Elsa vítá Ortrudu (2. dějství)

V noci Telramund s Ortrudou sedí v prostém šatě na schodech hradního kostela. Zatímco na hradě se bouřlivě oslavuje vítězství rytíře a chystá se jeho svatba s Elsou, Telramund s Ortrudou si navzájem vyčítají svoji prohru. Telramund lituje, že se neoženil s Elsou, jak si to přál starý vévoda. Tím si mohl ušetřit potupnou porážku a ztrátu cti. Ortruda viní Telramunda ze zbabělosti a radí mu, aby nazítří obvinil rytíře z temných kouzel, které mu dopomohly k vítězství nad Telramundem. Ortruda sama má plán, jak se vetřít do přízně Elsy a vzbudit v ní pochybnosti a nedůvěru.

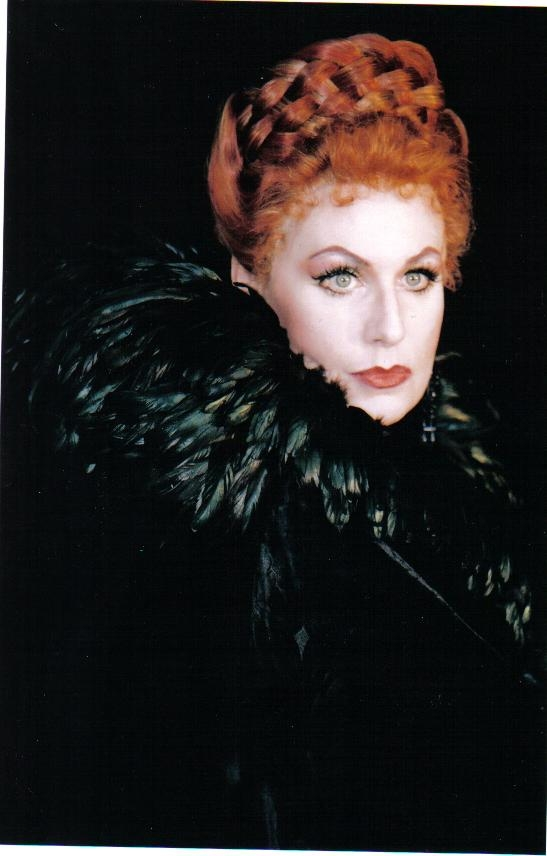
Doris Soffel v roli Ortrudy (2003)

Když služebné řeknou Else, že v zahradě na ni čeká Ortruda a žádá o přijetí, šťastná Elsa zapomene na všechna příkoří a schází se schodů, aby přivítala Ortrudu. Ta jí lichotí, ale zároveň ji varuje, že když nezná jméno ani původ svého budoucího manžela, mohl by ji neznámý rytíř opustit tak rychle, jako se objevil. Vzbudit v Else pochybnosti se jí ale nepodaří.
Za svítání je Telramund veřejně dán do klatby a vyhoštěn z Antverp. Elsa je v doprovodu žen přiváděna do chrámu jako nevěsta. Zklamaná Ortruda žádá, aby při vstupu do chrámu měla přednost, protože, ač potrestána, je stále ještě šlechtičnou. Potom se dá do křiku, že nikdo vlastně neví, kdo je ten tajemný cizinec a proč nechce prozradit své jméno, původ a stav. Její křik přeruší až příchod krále, který přivádí rytíře ke svatebnímu obřadu. Vtom předstoupí Telramund, prohlásí boží soud za neplatný, obviní rytíře z čarodějnictví a žádá ho, aby řekl své jméno. Ten mu odpoví, že na to má právo pouze Elsa a ta se je v pravý čas dozví. Elsa mu ale plně důvěřuje, na nic se nevyptává, a svatební průvod vchází do chrámu.

### 3. dějství
Svatební komnata na hradě, břeh řeky Šeldy

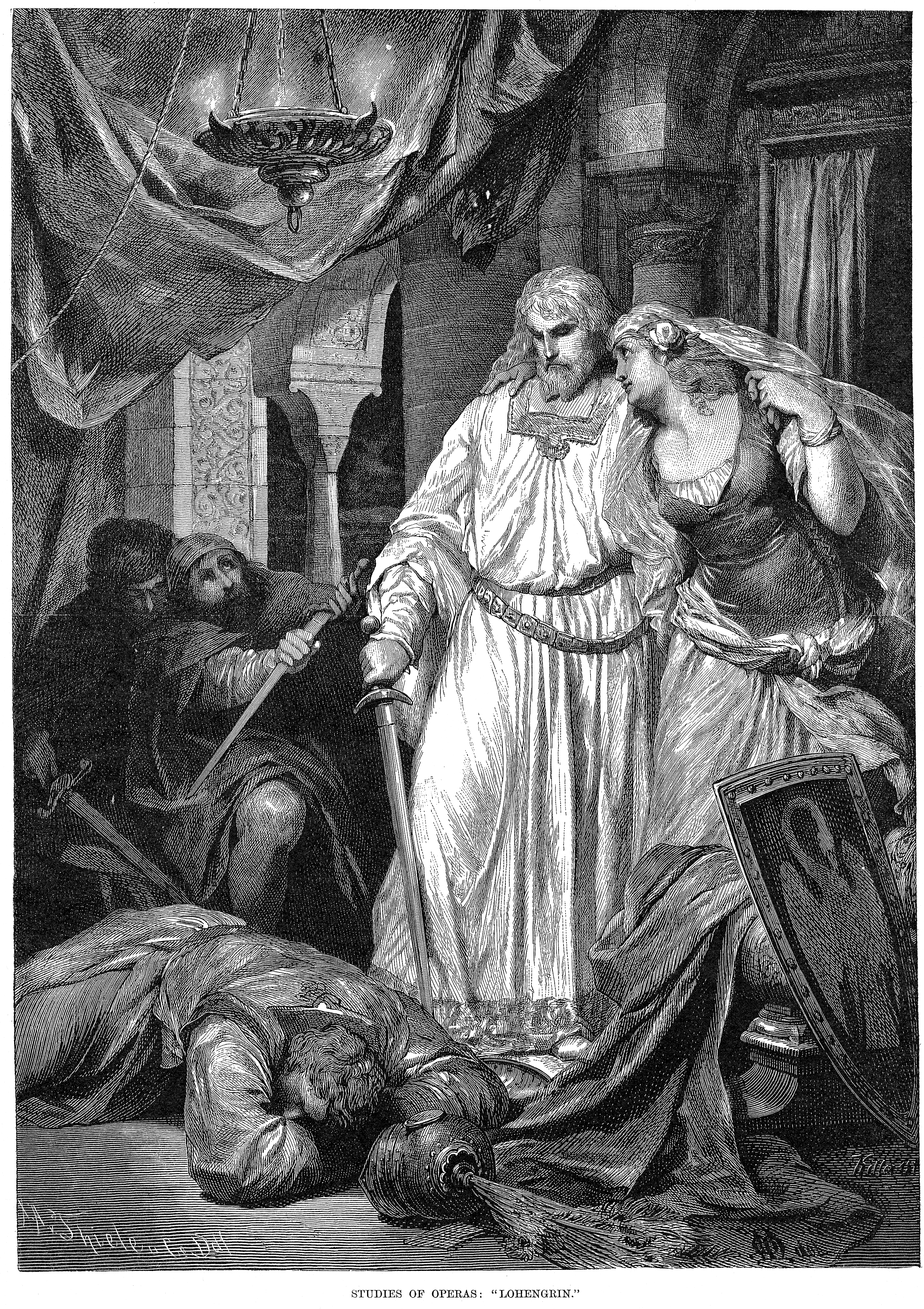
Smrt Telramunda (3. dějství)

Zaznívá svatební pochod Sem v průvodu kráčejte již. Po slavnostním obřadu je Elsa se svým manželem uvedena do svatební komnaty na hradě. Elsa a její rytíř si poprvé o samotě vyznají lásku. Elsino štěstí ale kalí myšlenka, že svého milovaného nikdy nebude moci nazvat jeho pravým jménem. Rytíř se snaží zaplašit tyto její myšlenky, ale Elsin nepokoj se stupňuje. Trýzní ji strach, že jejich svazek nebude trvalý, že ji rytíř opustí a odejde do tajuplné říše, ze které přišel. Marně ji rytíř prosí a varuje. Elsa chce mít jistotu, i kdyby ji to mělo stát život, a vyřkne osudnou otázku.
V té chvíli vtrhne do komnaty ozbrojený Telramund se čtyřmi zbrojnoši. Elsa rychle podá rytíři meč a ten jednou ranou Telramunda zabije. Ostatní před ním padnou na kolena a Elsa tuší, že to je konec jejího štěstí, způsobený porušením slibu. Rytíř Elsu vyzývá, aby se připravila, že předstoupí spolu s ním před krále, kde rytíř odhalí svoji totožnost.

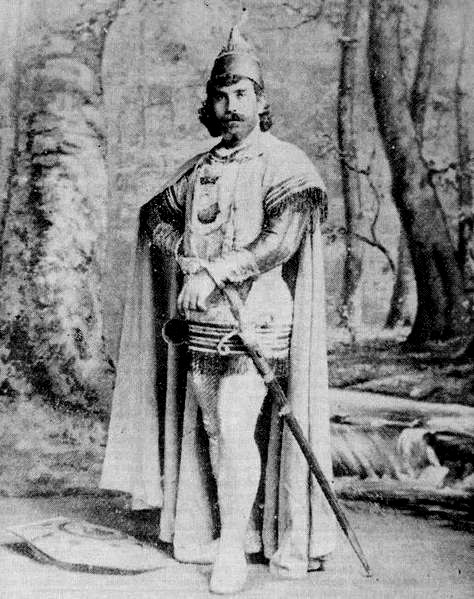
Joseph O'Mara v roli Lohengrina (1894–1895)

V táboře na břehu řeky Šeldy je shromážděno brabantské vojsko kolem krále. Telramundovo mrtvé tělo na marách je přinášeno do tábora. Rytíř předstupuje před krále a vysvětluje okolnosti Telramundovy smrti. Potom vyjadřuje lítost nad Elsou, která nedodržela svůj slib, a odhaluje své tajemství. Jmenuje se Lohengrin, je rytířem Svatého grálu a přichází z tajemné říše svého otce Parsifala, sídlícího na hradě Montsalvat. Posláním těchto rytířů je, aby světem nepoznaní pomáhali nevinně ukřivděným. Pokud je ale odhalena jejich totožnost, nesmí dále zůstat mezi lidmi a musí se vrátit zpět do své říše. Elsino zoufalství je dovršeno, když Lohengin oznamuje, že kdyby Elsa dodržela svůj slib alespoň jeden rok, směl by s ní zůstat až do smrti a Svatý grál by jí vrátil jejího bratra.
Ke břehu se blíží člun s labutí a Ortruda jásá, že byl Lohengrin prozrazen a musí se vrátit zpět. Vítězoslavně oznamuje, že to ona, která zná stará pohanská kouzla, začarovala Elsina bratra Gottfrieda v labuť. Lohengrin se ještě naposledy vroucně modlí k Bohu, Ortrudino zlé kouzlo je zrušeno a na břehu stojí místo labutě Gottfried. Ortruda zdrcená nenávistí klesá k zemi. Lohengrin přistupuje ke Gottfriedovi, dává mu roh, prsten a meč a za jásotu davu ho prohlašuje brabantským vévodou, který provede své vojsko, po boku krále, do boje proti uherským dobyvatelům.
Pak nastoupí do člunu a z nebe se snáší bílá holubice, která táhne člun s Lohengrinem zpátky do říše jeho otce. Elsa, zármutkem bez života, klesá do náručí svého bratra.

## Hudba
Lohengrin spolu s operami Prsten Nibelungův a Parsifal patří k vrcholným dílům Wagnerovy operní tvorby. Jeho hudba je symfonická, koresponduje se scénou a není jen doprovodem podbarvujícím výkony pěvců, ale jejich rovnocenným, samostatným partnerem.
Richard Wagner ve svém operním díle Lohengrin porušil některé tradice, a to zejména při komponování předehry. Předehra k opeře byla vždy samostatnou částí a tvořil ji souhrn hudebních motivů navozující atmosféru celého díla. Oproti tomu zde Wagner zkomponoval předehry k jednotlivým dějstvím jako přímý úvod do děje. Ukázkou toho je svatební pochod na začátku 3. dějství opery. Dále Wagner poprvé umístil orchestr do prostoru pod jevištěm. Publikum tak při poslechu hudby nebylo rušeno děním v orchestru a mohlo věnovat pozornost umělcům na jevišti.
V roce 1894 byl Lohengrin poprvé uveden v Bayreuthu a stal se pak opakovaně uváděným dílem na Bayreuthských hudebních slavnostech (Bayreuther Festspiele). Později však již nebyl tak často uváděn, protože Adolf Hitler se rád přirovnával k rytíři s labutí a opera Lohengrin
byla, pro deklarovaný antisemitismus autora, přijímána ve světě s rozpaky. Nezměnil to ani fakt, že Richard Wagner měl řadu přátel mezi židovskými umělci
(Hermann Levi, Lilli Lehmann a další).
| „                | Někdo nemusí rozumět mojí hudbě, mně postačí, když mi uvěří. | “ |
| — Richard Wagner |                                                              |   |

### Známé árie
1. dějství:
- Einsam in trüben Tagen (Elsa)
- O fänd' ich Jubelweisen (Elsa)

2. dějství:
- Erhebe dich, Genossin meiner Schmach (Friedrich z Telramundu)
- Entweihte Götter! (Ortruda)

3. dějství:
- Athmest du nicht mit mir die süssen Düfte (Lohengrin)
- In fernem Land (Lohengrin)

## Premiéry a další uvedení v českých zemích
Premiéry:
- Stavovské divadlo, Praha, 23. února 1856, dirigent: František Škroup, německy
- Národní divadlo, Praha, 12. ledna 1885, dirigent: Adolf Čech, česky, překlad: Václav Juda Novotný

Další uvedení (kromě ND Praha)
- Národní divadlo moravskoslezské, Ostrava, 1923, 1931, 1968, 1983, 2013[2]

## Nahrávky (výběr)
| Dirigent             | Orchestr                                        | Sólisté                                                                          | Rok vzniku nahrávky | Vydavatelství       |
| André Cluytens       | sbor a orchestr Bayreuthského festivalu         | Sandor Konya, Leonie Rysanek, Astrid Varnay, Ernest Blanc                        | 1958                | EMI Classics        |
| Wolfgang Sawallisch  | sbor a orchestr Bayreuthského festivalu         | Jess Thomas, Anja Silja, Astrid Varnay, Ramon Vinay                              | 1962 (živě)         | Decca               |
| Rafael Kubelík       | sbor a orchestr Bavorského rozhlasu             | James King, Gundula Janowitz, Gwyneth Jones, Thomas Stewart                      | 1971                | Deutsche Grammophon |
| Herbert von Karajan  | Berlínští filharmonikové                        | René Kollo, Anna Tomowa-Sintow, Dunja Vejzovic, Siegmund Nimsgern                | 1983                | EMI Classics        |
| Sir Georg Solti      | Orchestr Vídeňské státní opery                  | Plácido Domingo, Jessye Norman, Eva Randová, Siegmund Nimsgern                   | 1985                | Decca               |
| Claudio Abbado       | Vídenští filharmonici                           | Siegfried Jerusalem, Cheryl Studer, Waltraud Meier, Kurt Moll                    | 1994                | Deutsche Grammophon |
| Christian Thielemann | orchestr a sbor Hudebních slavností v Bayreuthu | Georg Zeppenfeld, Piotr Beczała, Anja Harteros, Waltraud Meier, Tomasz Konieczny | 2018                |                     |